# Open di Francia 2014 - Doppio leggende over 45
Andrés Gómez e Mark Woodforde erano i detentori del titolo, ma sono stati sconfitti in finale da John e Patrick McEnroe per 4-6, 7-5, [10-7].

## Tabellone

### Legenda
| - Q = Qualificato - WC = Wild card - LL = Lucky loser | - ALT = Alternate - SE = Special Exempt - PR = Protected Ranking | - w/o = Walkover - r = Ritirato - d = Squalificato |

### Finale
|  | Finale                       |                              |   |   |      |  |
|  |                              |                              |   |   |      |  |
|  | Andrés Gómez Mark Woodforde  | Andrés Gómez Mark Woodforde  | 6 | 5 | [7]  |  |
|  | John McEnroe Patrick McEnroe | John McEnroe Patrick McEnroe | 4 | 7 | [10] |  |

### Gruppo C
|    |                                | A Gómez M Woodforde | M Pernfors M Wilander | M Bahrami C Pioline | RR V-P | Set V-P | Game V-P | Posizione |
| C1 | Andrés Gómez Mark Woodforde    |                     | 6-2, 7-5              | 4-6, 7–6(3), [9-11] | 1-1    | 3-2     | 24-20    | 1         |
| C2 | Mikael Pernfors Mats Wilander  | 2-6, 5-7            |                       | 6-2, 6-4            | 1-1    | 2-2     | 19-19    | 2         |
| C3 | Mansour Bahrami Cédric Pioline | 6-4, 6(3)–7, [11-9] | 2-6, 4-6              |                     | 1-1    | 2-3     | 17-23    | 3         |

La classifica viene stilata in base ai seguenti criteri: 1) Numero di vittorie; 2) Numero di partite giocate; 3) Scontri diretti (in caso di due giocatori pari merito); 4) Percentuale di set vinti o di games vinti (in caso di tre giocatori pari merito ); 5) Decisione della commissione.

### Gruppo D
|    |                              | J McEnroe P McEnroe | P Cash P Haarhuis | G Forget H Leconte | RR V-P | Set V-P | Game V-P | Posizione |
| D1 | John McEnroe Patrick McEnroe |                     | 6-4, 6-2          | 7–6(3), 6-3        | 2-0    | 4-0     | 25-15    | 1         |
| D2 | Pat Cash Paul Haarhuis       | 4-6, 2-6            |                   | 6-3, 7–6(3)        | 1-1    | 2-2     | 19-21    | 2         |
| D3 | Guy Forget Henri Leconte     | 6(3)–7, 3-6         | 3-6, 6(3)–7       |                    | 0-2    | 0-4     | 18-26    | 3         |

La classifica viene stilata in base ai seguenti criteri: 1) Numero di vittorie; 2) Numero di partite giocate; 3) Scontri diretti (in caso di due giocatori pari merito); 4) Percentuale di set vinti o di games vinti (in caso di tre giocatori pari merito ); 5) Decisione della commissione.